# Napoleon Orda

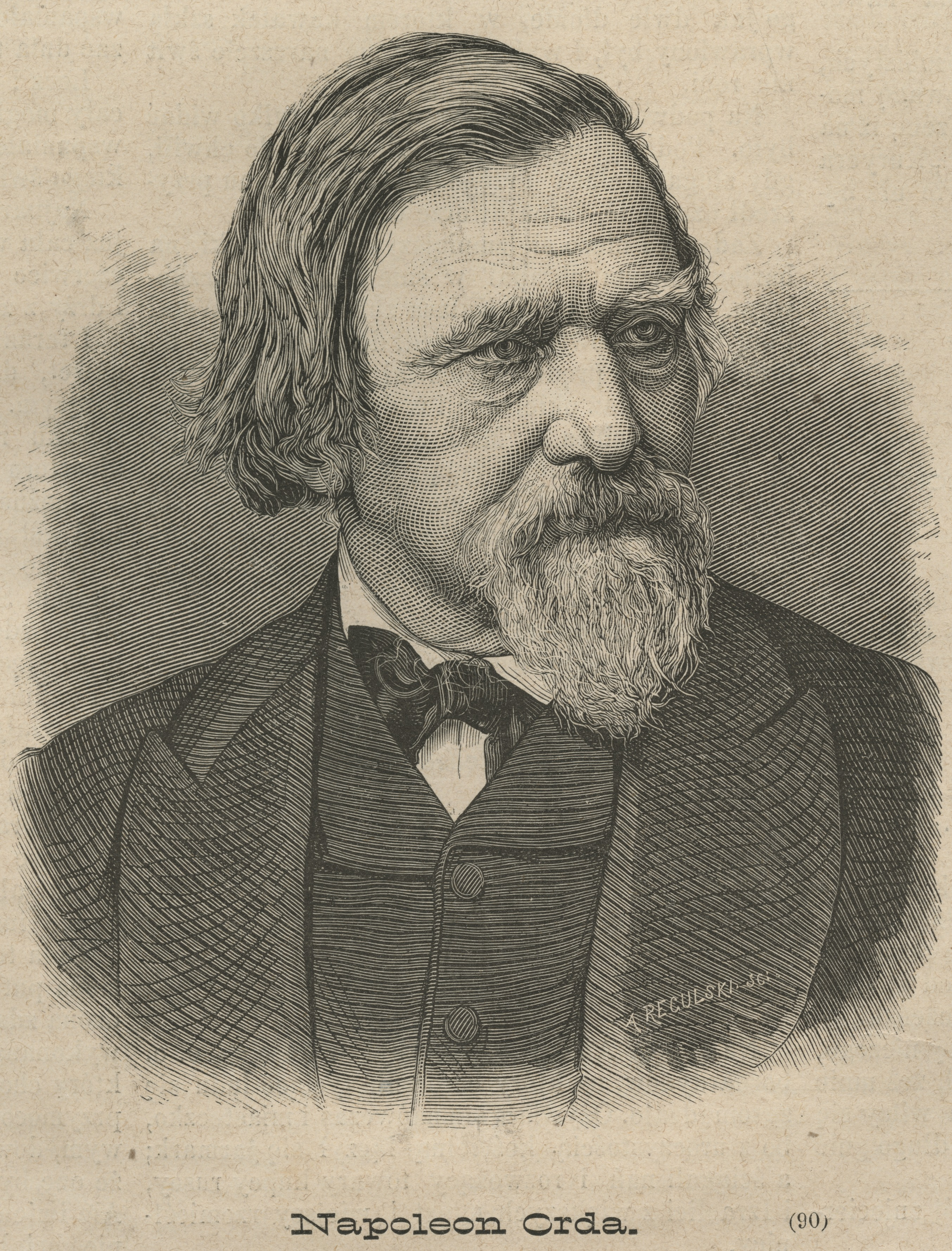
Napoleon Orda

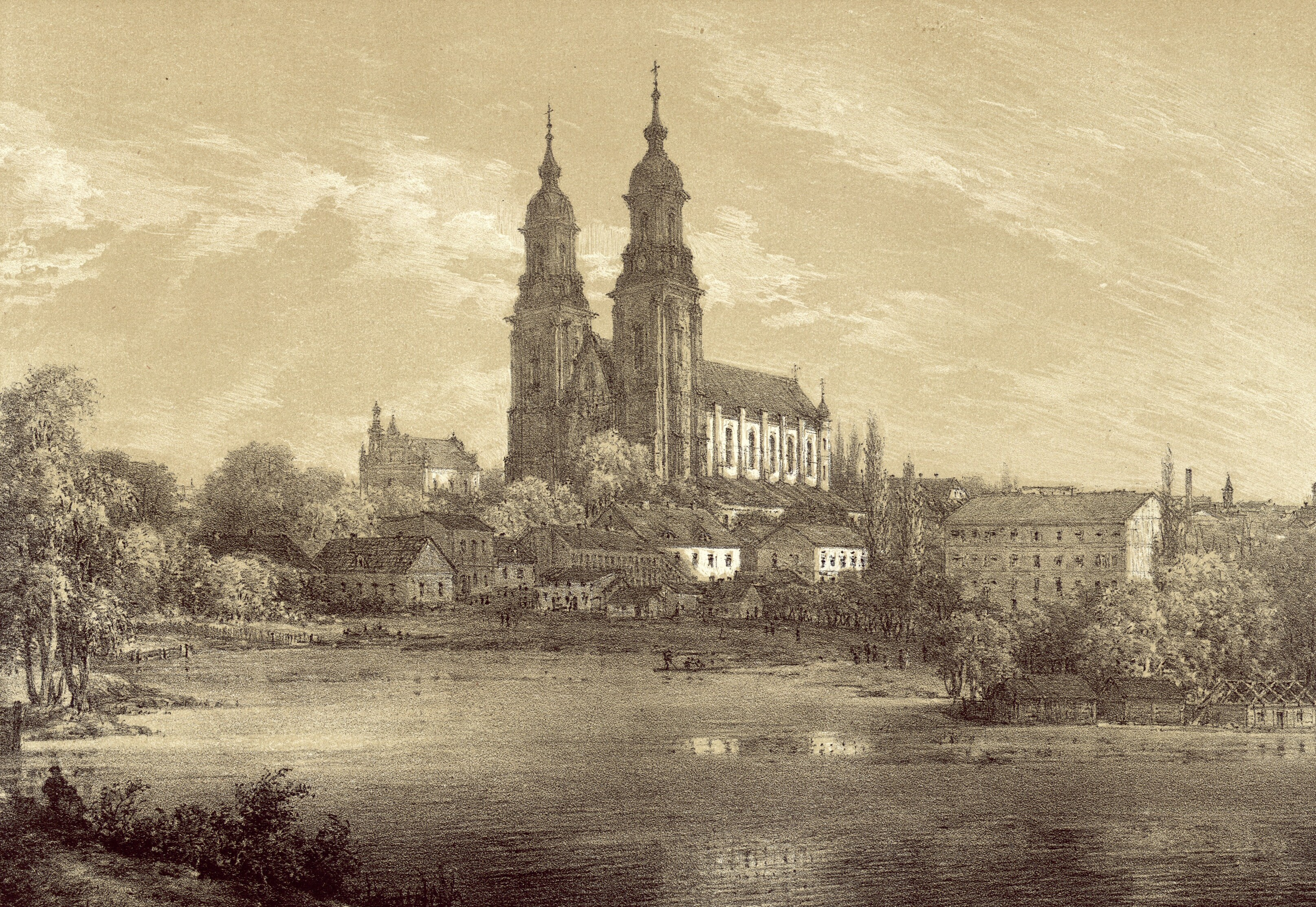
Ansicht von Gnesen, 1880

Napoleon Orda (* 11. Februar 1807 in Worocewicze bei Iwanawa, Russisches Kaiserreich; † 26. April 1883 in Warschau) war ein polnischer Komponist, Pianist und Maler. Er schuf etwa 1000 Skizzen und Gemälde von Polen wie auch einige Landschaftsansichten anderer Länder.

## Leben
Orda schloss die Oberschule 1823 in der Stadt Swislatsch ab und begann anschließend ein Studium der Mathematik an der Universität Vilnius. 1826 wurde er von der Universität und weiterem Studium ausgeschlossen, da ihm die Mitgliedschaft in einer revolutionären Studentenvereinigung vorgeworfen wurde.
Nach dem Novemberaufstand im Jahre 1830/1831 musste Orda Polen verlassen, um der Verbannung nach Sibirien zu entgehen, da er im Vierten Schützenregiment (Pułk Czwartaków) gekämpft hatte. Hierfür erhielt er den polnischen Orden Virtuti Militari. Über Italien und die Schweiz kam er nach Paris, wo er unter anderem Frédéric Chopin und andere Musiker kennenlernte. Er verfasste im Exil, das bis 1856 andauerte, verschiedene Bücher, so auch 1838 über polnische Komponisten.
Im russischen Tauwetter nach dem verlorenen Krimkrieg wurde Orda amnestiert und kehrte nach Russland zurück. Er erhielt sein Vermögen zurück. Um den Landsitz, auf dem er geboren worden war, musste er noch einige Jahre kämpfen.
Orda reiste von 1873 bis zu seinem Tode im Russischen Kaiserreich durch Polen, Litauen, die Ukraine und Belarus und hinterließ ein Album mit Zeichnungen und Aquarellen.

## Werke
- Album dzieł kompozytorów, 1838
- Grammaire analytique et pratique de la langue polonaise à l’usage des Français, Paris 1856, letzte Ausgabe: Warschau 1874
- Gramatyka muzyki, Warschau 1873
- Album widoków historycznych Polski: poświęcony rodakom (Album mit historischen Ansichten Polens: gewidmet meinen Landsleuten), 1873–1883